# Länsväg 105
Länsväg 105 går från Torekov till Hjärnarp (nära Ängelholm). Vägen är 26 kilometer lång och går helt och hållet i Skåne län.

## Trafikplatser och korsningar
|  | Nr | Namn     | Skyltning      |
|  | -- | -------- | -------------- |
|  |    | Hov      | Våxtorp        |
|  |    | Hjärnarp | Göteborg Malmö |

## Historia
Vägen fick nummer 105 vid reformen 1985, och omfattade då sträckan Ängelholm- Barkåkra Kyrka - Förslöv - Västra Karup - Torekov. Länsväg 105 fick en helt ny vägsträcka mellan Hjärnarp-Grevie, när förbifart Förslöv slutfördes år 2001. Förbifart Förslöv ingick i Vägverkets paket på de nya vägar som Båstad Kommun skulle få gratis, efter att kommunen sagt ja till Banverkets ansökan om att anlägga ett mellanpåslag vid Hallandsåstunneln i februari 1996.